# Ramón Santodomingo Vila
Ramón Santodomingo Vila (n. Manzanillo, Cuba, 1829 - f. Panamá,13 de agosto de 1914) fue un militar y político colombiano.

## Primeros años
Nacido en Cuba, aunque proveniente de una familia judía sefardí de Curazao que inicialmente se estableció en Mompós y luego en Barranquilla y Cartagena, donde el comerciante Ramón Santodomingo López casó con la cubana de Manzanillo Rita Vila Pabón. Ramón Santodomingo Vila nació en Manzanillo durante un viaje de su madre para visitar a su familia. Al regresar a la Nueva Granada sus padres se establecieron en Chinú, moviéndose de niño entre Barranquilla, Mompox y otras ciudades del entonces Estado Soberano de Bolívar.

## Vida política
Miembro del Partido Liberal Colombiano; fue congresista y como tal acudió a la firma de la Constitución de Rionegro en 1863. Asimismo, fue Presidente del Estado Soberano de Bolívar (1864, 1870-1872) y participó en la revolución que depuso a Juan José Nieto Gil de la presidencia del Estado Soberano de Bolívar; y entre 1873 y 1875 fue Secretario o Ministro de Guerra de la República, durante el gobierno de Santiago Pérez. Entre 1873-1874 fue Segundo Designado Presidencial, elegido por el congreso. Entre 1885 y 1886 ejerció brevemente como Presidente del Estado Soberano de Panamá, a instancias de su jefe político el Presidente de la República Rafael Núñez. Durante su gobierno en Panamá ordenó el cierre, por seis meses, del periódico Star and Herald, lo que le acarreó problemas con el gobierno central en Bogotá, lo que lo llevó a retirarse de la política. Murió en Panamá en 1908 después de un corto periodo en la diplomacia del Ecuador. Está emparentado con la acaudalada familia Santodomingo de Colombia, fue cofundador del Jockey Club de Bogotá.